# ニューヨーク州対ファーバー事件
ニューヨーク州対ファーバー事件（ニューヨークしゅうたいファーバーじけん、New York v. Ferber）は、児童ポルノ規制の憲法適合性が争われたアメリカ合衆国の刑事事件である。合衆国最高裁判所は、児童ポルノは表現の自由を保障したアメリカ合衆国憲法修正第1条が保護する対象に当たらず、猥褻性の有無にかかわらずその頒布を規制することができると判断した。

## 事件当時のポルノ規制
1977年、児童ポルノを規制するニューヨーク州刑法第263条が施行された。これによりニューヨーク州では、16歳未満の児童の性的行為を収めた写真や映像の作成や頒布が禁止された。同条第10項は猥褻性を有する児童ポルノの頒布を禁じる規定であり、同条第15項は猥褻性を要件とせず広く児童ポルノの頒布を禁じる規定であった。
なお、1973年のミラー対カリフォルニア州事件で、合衆国最高裁判所は猥褻なポルノグラフィは憲法修正第1条の保護対象でないとして、猥褻物の頒布を禁じるカリフォルニア州法を合憲と判断していた。しかし、判決文の中で裁判所は、表現の自由が不当に侵害されないようにポルノ規制は注意深く行われるべきであるとして、猥褻の要件を厳格に定義した。したがって、猥褻性の要件を満たさないポルノは憲法修正第1条の保護対象であり、ニューヨーク州刑法第263条第15項は違憲となる可能性があった。
アメリカ合衆国は1978年、連邦法においても児童ポルノを禁じる規定を設けたが、猥褻性を有する児童ポルノのみが規制の対象とされていた。

## 事件の経緯
1980年、ポルノショップ経営者ポール・ファーバーは、おとり捜査で店を訪れた私服刑事に少年の自慰を記録したビデオを販売し、州刑法第263条第10項および第15項に違反するとして起訴された。ファーバーは陪審から有罪の評決を受け、控訴審も有罪を支持した。
しかし、ニューヨーク州の最高裁判所に当たるニューヨーク州上訴裁判所は、州刑法第263条第15項が猥褻性を構成要件としていないため、社会的または芸術的な価値を有する写真まで規制の対象になりかねず、過度に広汎すぎると判断した。また、子供の保護を目的としながら危険な行為の中でも性的行為のみを差別的に論っている点が過小包摂的であると指摘した。このような理由から、上訴裁判所は、ニューヨーク州刑法第263条第15項をアメリカ合衆国憲法修正第1条に違反し、ファーバーは第15項の罪状について無罪であるとする判決を出した。
州検察は合衆国最高裁判所に上告を願い出た。合衆国最高裁判所は1982年7月2日、判事9人全員一致でニューヨーク州刑法第263条第15項を合憲と判断し、ニューヨーク州上訴裁判所の判決を破棄し、同裁判所に差し戻した。

## 判決要旨
児童ポルノの頒布は本質的に児童に対する虐待に結びついている。児童をポルノの素材とすることは児童の精神衛生に有害であるからこれを規制しようとする立法趣旨は正当である。ミラー対カリフォルニア州事件判決に照らして猥褻性を有する児童ポルノのみを規制するだけでは、児童ポルノの問題を解決することができない。児童ポルノを販売することは製造の経済的動機付けになる。児童のポルノ出演は禁じられており、児童ポルノの販売は違法行為の不可分の一部であるといえる。また、児童ポルノが重要な価値を有するとは通常考えられず、芸術的な必要性が認められる場合であっても代替手段がある。
このような理由から、児童ポルノは猥褻性の審査を経ずとも憲法修正第1条が保護する対象の枠外にあり、州はその製造と頒布を規制することができると判断するべきである。表現内容を理由にある種の表現が一律に憲法上保障されないとする判断は、先例に矛盾しない。
ニューヨーク州刑法第263条は児童ポルノの定義を明確に示し、同条第15項の規制が過度に広汎とは言えない。また、そもそも憲法で保障されない表現を規制する当該条項を過小包摂により違憲と結論づけることはできない。
よって、ニューヨーク州刑法第263条第15項による規制は合憲と解釈される。

## 影響
この判決を受けて、1984年、アメリカ合衆国議会は猥褻でない児童ポルノにまで頒布規制を拡大した。
1990年、合衆国最高裁判所は本判決から児童ポルノの所持を禁じる州法を合憲とする判断（オズボーン対オハイオ州）を導き出した。